# Franck Cassard
Pour les articles homonymes, voir Cassard.
Franck Cassard est un comédien français et un chanteur d'opéra de tessiture ténor.

## Biographie
Issu de l'union d'un père chanteur d'opéra et d'une mère danseuse aux Folies Bergère, il commence des études musicales dans la classe d'Henri Legay au Conservatoire du 17e arrondissement de Paris et les termine au Conservatoire national supérieur de musique et de danse de Paris, particulièrement pour le chant, dans les classes d'Andréa Guiot, Michel Roux et Bernard Brocca pour l'art lyrique et de Nicole Broissin pour l'opérette et la comédie musicale.
Il obtient au terme de ses études, en 1988, un premier prix d'opéra et un premier prix au concours international Jacques Offenbach.